# Radio K.A.O.S.
Radio K.A.O.S. és el segon àlbum en solitari del baixista del grup britànic Pink Floyd i compositor Roger Waters, que va veure la llum l'any 1987.

## Llista de cançons
- Totes les cançons han estat compostes per Roger Waters.

1. "Radio Waves" – 4:58
2. "Who Needs Information" – 5:55
3. "Me or Him" – 5:23
4. "The Powers That Be" – 4:36
5. "Sunset Strip" – 4:45
6. "Home" – 6:00
7. "Four Minutes" – 4:00
8. "The Tide Is Turning (After Live Aid)" – 5:43

## Posició a les llistes
Àlbum - UK
| Any  | Posició |
| ---- | ------- |
| 1987 | 25      |

Àlbum - Billboard (Nord-amèrica)
| Any  | Llistat           | Posició |
| ---- | ----------------- | ------- |
| 1987 | The Billboard 200 | 50      |